# Ülejõe (Tartu)
Ülejõe est un quartier de Tartu en  Estonie. 

## Démographie
Au 31 décembre 2013, Ülejõe compte 7 876 habitants . 
Sa superficie est de 3,02 km2. 

## Galerie

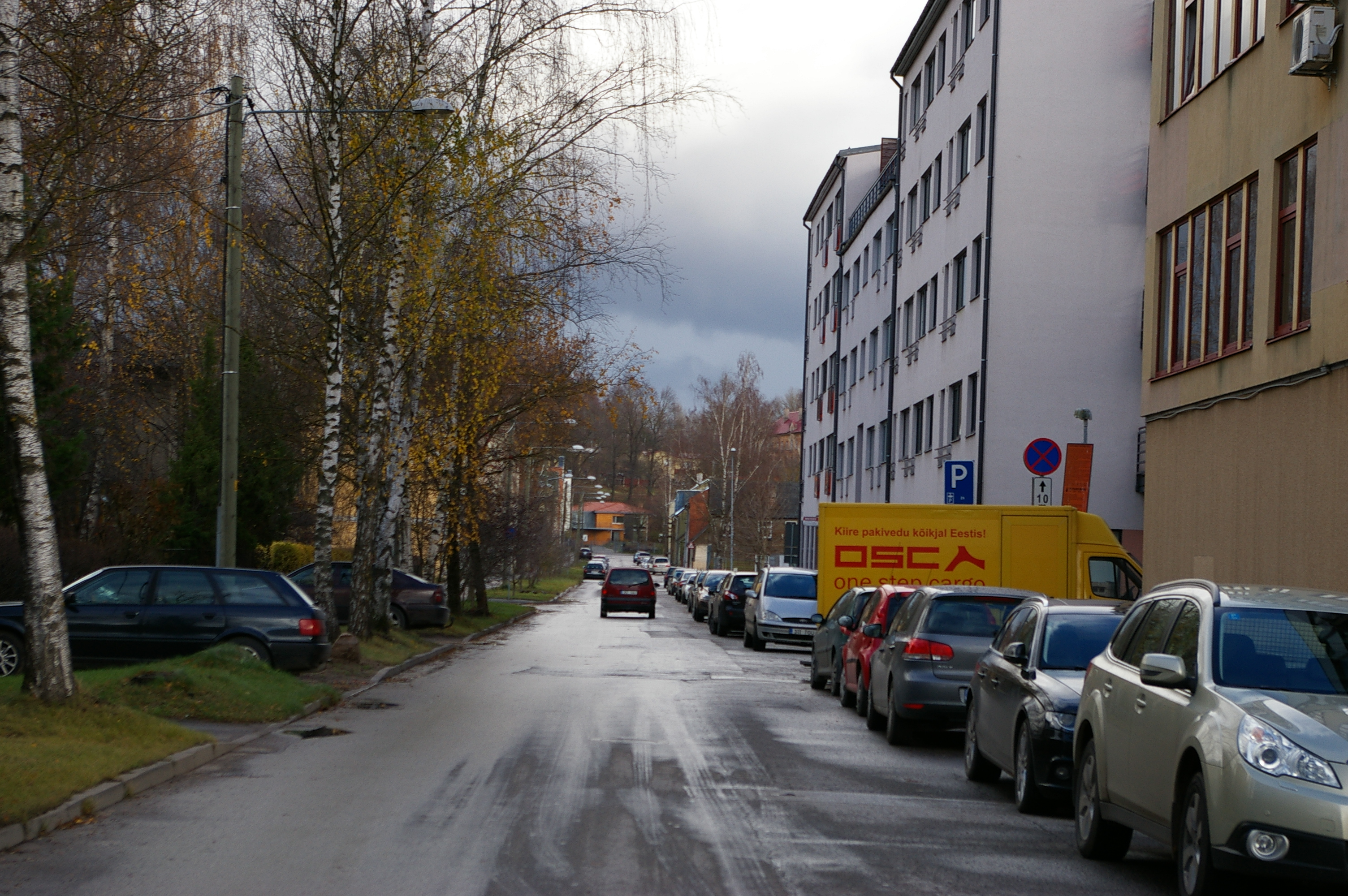
Kivi tänav I.
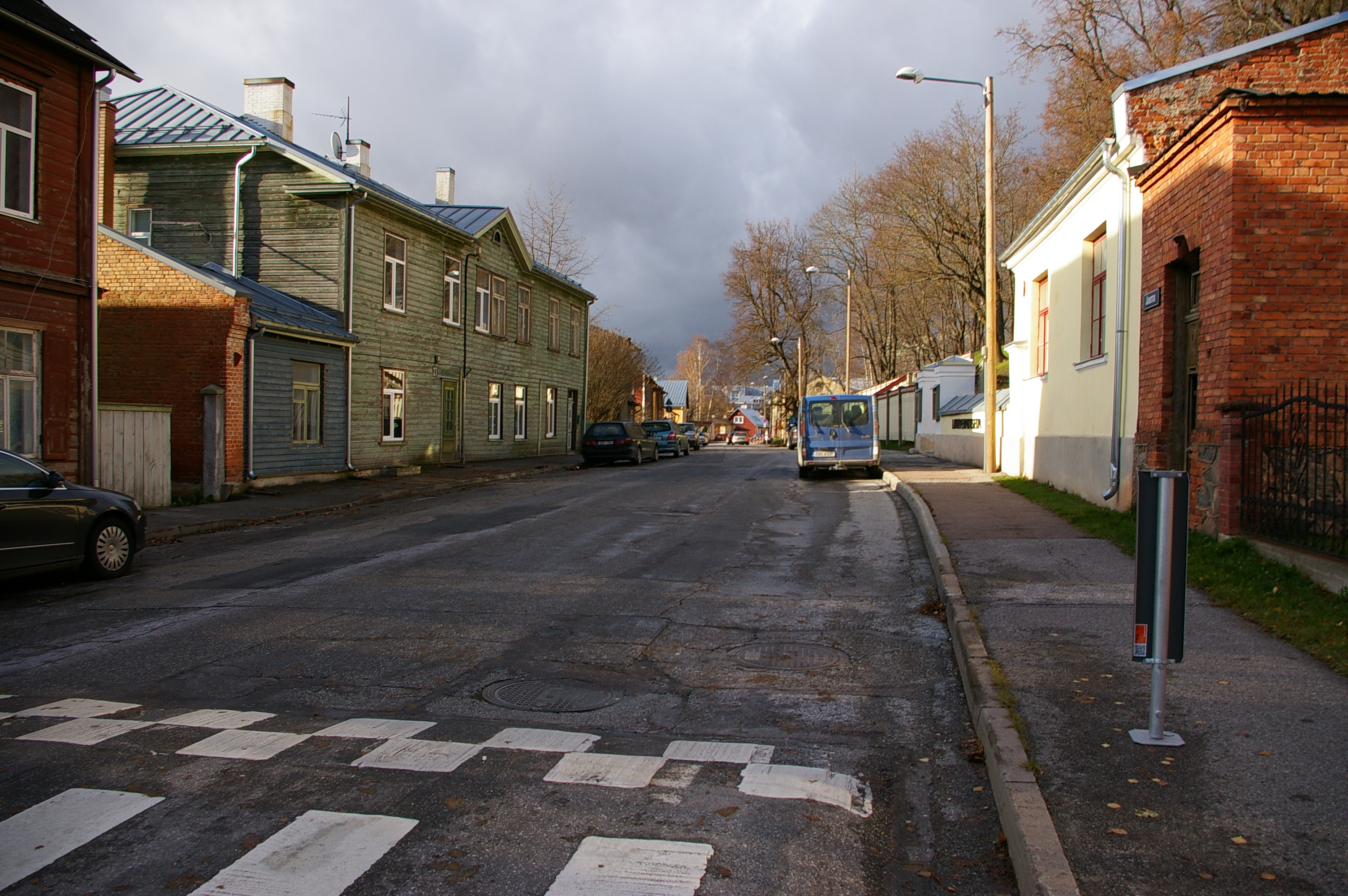
Jaama tänav.
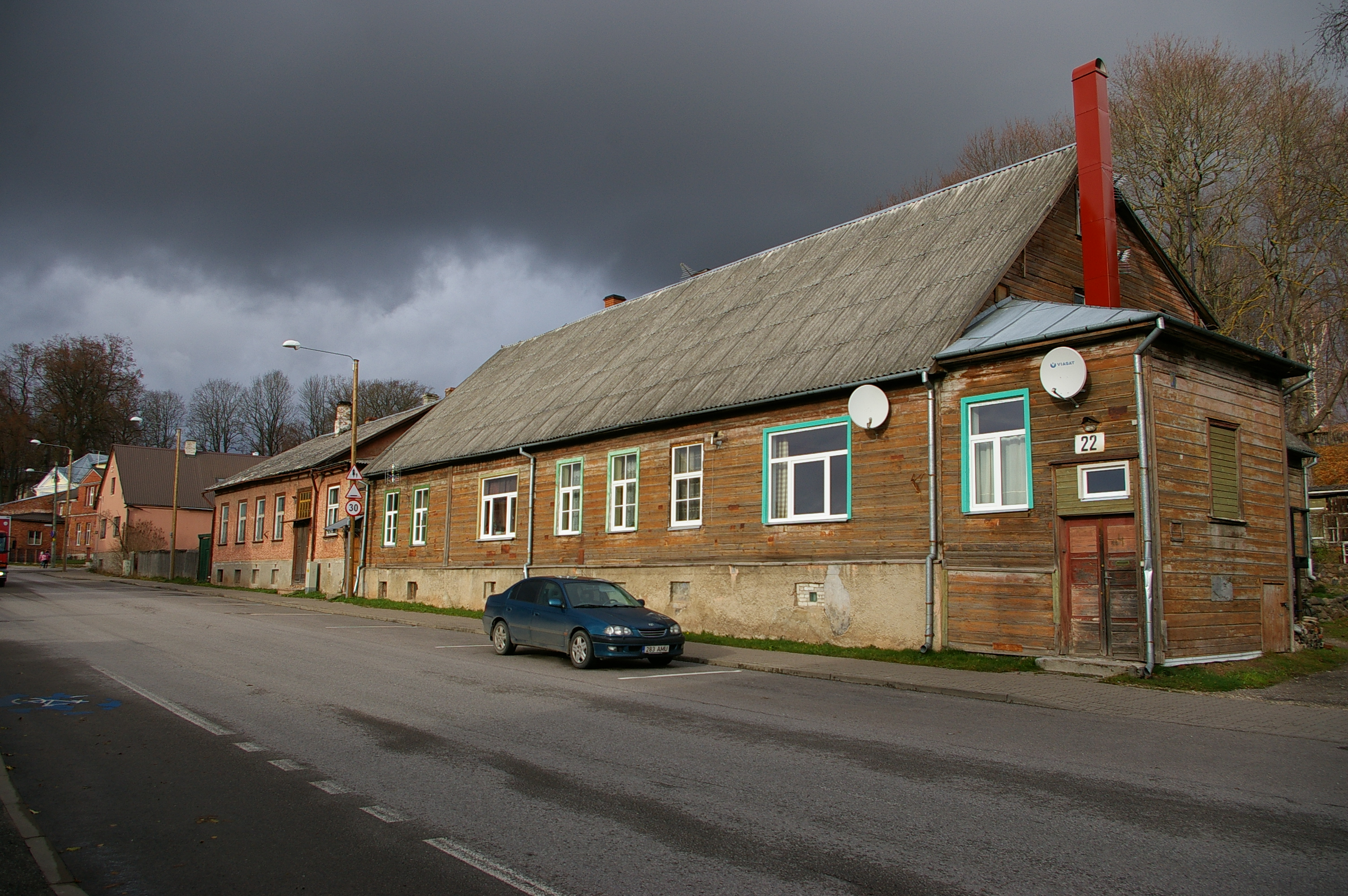
Vaade Jaama tänav.